# 萨扬
萨扬（法語：Saillans，發音：[sajɑ̃]）是法国德龙省的一个市镇，属于迪镇区。2025年1月1日，市镇韦罗讷并入萨扬。

## 地名
该地名“Saillans”发音为[sajɑ̃]，字母“s”不发音，《世界地名翻译大辞典》与《世界地名译名词典》将其误译作“萨扬斯”。

## 地理
萨扬（44°41'47"N, 5°11'51"E）面积36.15 平方千米，位于法国奥弗涅-罗讷-阿尔卑斯大区德龙省，该省份为法国东南部内陆省份，北起顺时针与伊泽尔省、上阿尔卑斯省、上普罗旺斯阿尔卑斯省、沃克吕兹省和阿尔代什省接壤。
与萨扬接壤的市镇（或旧市镇、城区）包括：蓬泰、迪瓦地区圣索沃尔、米拉贝勒和布拉孔、韦尔舍尼、热尔瓦讷河畔蒙克拉尔、欧布纳松、埃格吕-埃斯库兰、沙斯泰勒阿尔诺、埃斯珀内勒。
萨扬的时区为UTC+01:00、UTC+02:00（夏令时）。

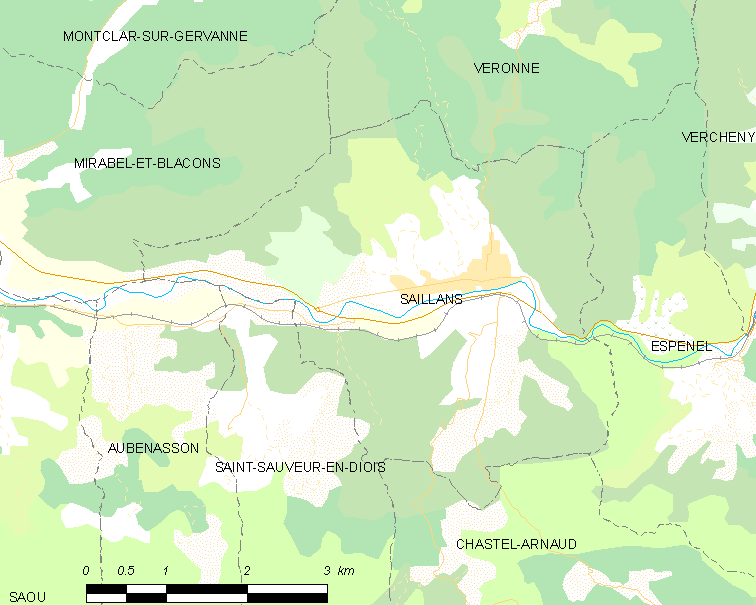
萨扬的OSM定位图

## 行政
萨扬的邮政编码为，INSEE市镇编码为26289。

## 政治
萨扬所属的省级选区为迪瓦县。

## 人口

1962-2008年间萨扬人口变化图示

萨扬于2022年1月1日时的人口数量为1459人。